# 係り結び
係り結び（かかりむすび）とは、主として奈良時代から平安時代の日本語に見られる言語現象で、文中に特定の助詞（これを係助詞という）が現れたとき、それに呼応して文末の活用語が特定の活用形となる現象をいう。係助詞と活用形の呼応関係を強調するとき係り結びの法則ともいう。平安時代まで盛んに行われたが、鎌倉時代、室町時代と時代が下るに従い衰退していった。現代語では多くの方言で消失しているが、琉球方言など一部の方言には残存している。
係り結びの読みは概ね「かかりむすび」であるが、学者によっては「かがりむすび」ともいう。また表記は「係り結び」の他に「かかりむすび」「かがりむすび」「係結」などがある。
係り結びがなぜ生じたのか、また、その意味は何か、という点については現在も議論が続いている。様々な学者が主観に基いて、あるいは、現代語からの類推によって、それぞれの意見を述べているに過ぎない。何も分かっていないというのが現状である。

## 概要
具体的には、「ぞ」（上代には「そ」）、「なむ」（「なん」、上代には「なも」）、「や」（反語）、「か」（疑問；単独の疑問詞の場合もある）に対しては結びが連体形であり、「こそ」に対しては結びが已然形になる。ただし、上代（奈良時代以前）の「こそ」の結びは活用語が形容詞の場合は多くが連体形である。理由として、形容詞の活用が上代には未発達だったからという説がある。
例：
- 音 聞こゆ（終止形）→音ぞ聞こゆる（連体形）
- 今 別れむ（終止形）→今こそ別れめ（已然形）

また、「は」、「も」は結びが終止形になる係助詞である。なお、「は」、「も」の係り結びを認めない立場もある。

## 研究史

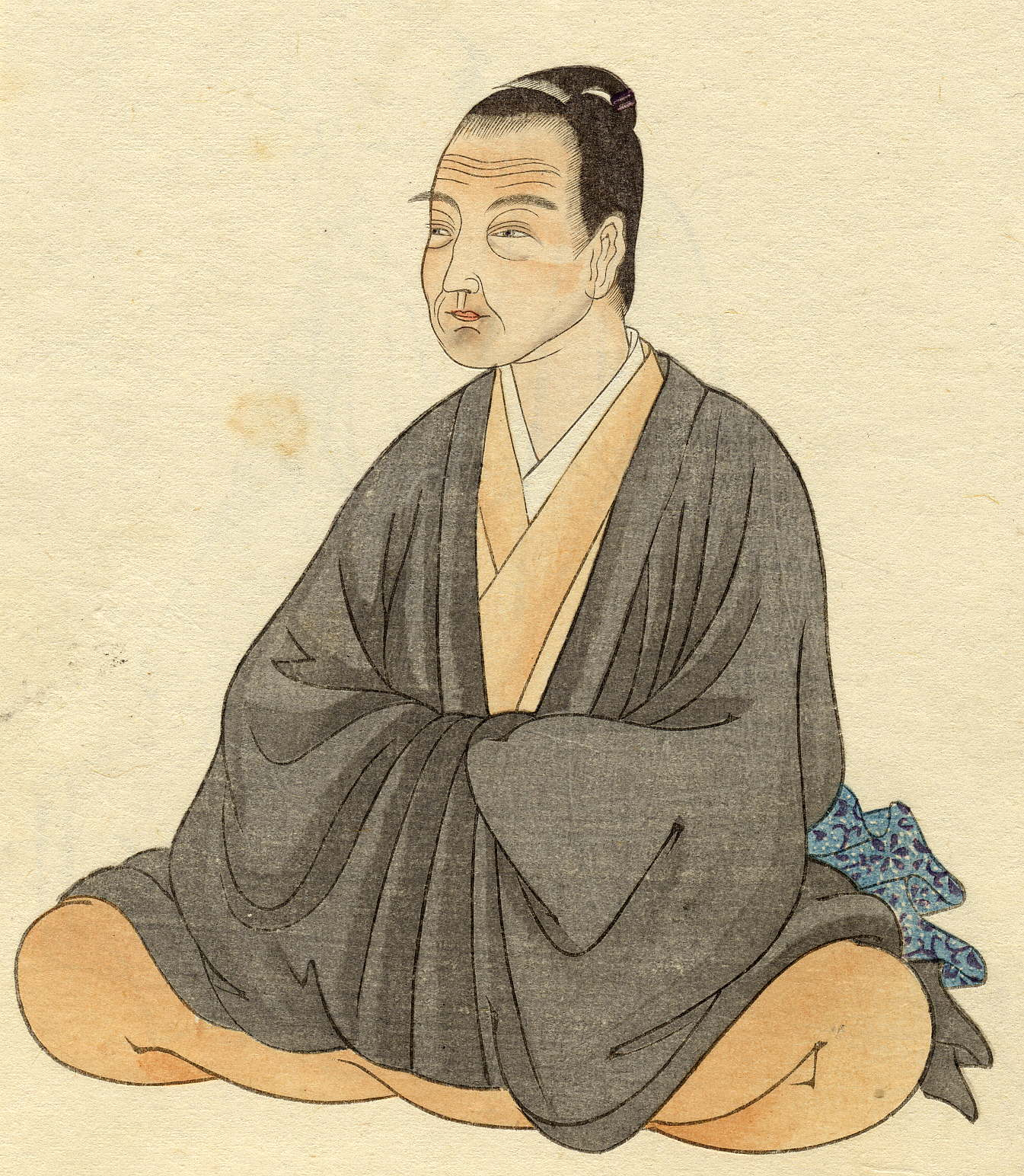
宣長の「てにをは」研究は、中世における歌学書の蓄積の上に築かれた業績であり、出るべくして出た研究といえるものである。

本居宣長は、係り結びの一覧表である『ひも鏡』（1771年）をまとめ、『詞の玉緒』（1779年）で詳説した。文中に「ぞ・の・や・何」が来た場合には文末が連体形、「こそ」が来た場合は已然形で結ばれることを示したのみならず、「は・も」および「徒（ただ＝主格などに助詞がつかない場合）」の場合は文末が終止形になることを示した。主格などに「は・も」などついた場合に文末が終止形になるのは当然のようであるが、必ずしもそうでない。主格を示す「が・の」が来た場合は、「君が思ほせりける」「にほひの袖にとまれる」のように文末が連体形で結ばれるのであるから、あえて「は・も・徒」の下が終止形で結ばれることを示したことは重要である。

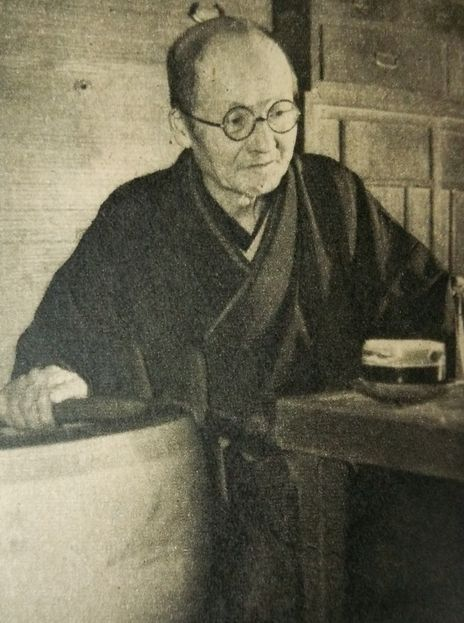
山田孝雄は文法論の体系の中核に係り結びを据え、「陳述」という機能を重視した。

山田孝雄は、係助詞が陳述に影響を及ぼすとしている。そこから、係り結びも活用形の拘束のみを指すのではなく、文全体に働くとする見方がある。これが「は・も」や現代語の係り結びという考え方につながる。ただし、活用形の拘束を表現形式とする係り結びの意味づけは現代語と切り離すべきとする立場もある。
係り結びを森重敏、川端善明は構文原理でとらえたするが、構文原理とは何かという問題が残る。大野晋や阪倉篤義のように形式上の特殊構文とみたという説もあるが、形式上の特殊構文とは何かという問題が残る。また、半藤英明によれば、係り結びは係助詞の機能である「取り立て」と、係り結び本来の意義であった「強調」の二面性を持つ構文法で、古代語から現代語への変化のなかで「強調」の実効性が失われたため、消滅したという。山口仲美も現代語が論理性を重視するようになったことで、係り結びが消滅したとしている。舩城俊太郎は係り結びが文の成立・不成立には直接かかわらないとして「修辞」的な文、すなわち現代語の間投助詞のようなニュアンスの構文という。
係り結びの文は、基本的に強調構文であるから、主観性を帯びる、という説がある。たとえば「こそ」の係り結びは、発話者の心情や意志などの主観性を拡大している。もともと「こそ」は他の係助詞とくらべて強調の度合いが最も高いとされるが、しだいに「ぞ」との区別はなくなったとする見方もある。また「や」と「か」の係り結びは、強調の働きを加えた疑問文であり、単なる疑問文ではないので、疑問詞疑問文や真偽疑問文とは区別する必要があるとも言われる。

## 起源
『万葉集』第三巻「雑歌・265」の長意吉麻呂「苦しくも 降り来る雨か 三輪の崎 狭野の渡りに 家もあらなくに」のように「そ」「なも」「や」「か」を終助詞的に用いる例も上代からある（係助詞の文末用法）。大野晋によればこれが本来の用法で、倒置法によって（「雨か降り来る」のように）係り結びが生じたという。
大野晋以降、係り結びの起源として国語学者から幾つかの説が出ている。以下、「雨か降り来る」という係助詞の「か」による係り結びを例に挙げて説明する。阪倉篤義は「雨降り来る」という文があり、そこに「か」が挿入されたと言う。野村剛史は「降り来る」という文に「雨か」という注釈が前置されたと考えた。この二つの説は連体形で終止する文が存在したことが前提となる。柳田征司は「雨か」という文に「降り来る」という補足が後置されたと考えた。大野の説を倒置説と呼ぶなら、板倉の説は挿入説であり、野村の説は注釈説、柳田の説は補足説である。
その他に、現代語の「ノダ文」（フォーカスのノダ）に対応し焦点形成に関わるものと捉える考えもある。
また生成文法理論の立場からwh-移動（英語などで疑問詞が文頭に現れる規則）に類似のものとする考えもあり、その他にもいくつかの説が提案されている。
一方、已然形は本来は下の句に接続する形であり、「こそ-已然形」は現代口語の「・・・ですが」のように言い切らない形として起こったと考えられる。

## その後の影響
上代・中古・中世と多用された係り結びだが、中古あたりから「結びの破格」(定まった活用形で結ばない形式)がみられるようになる。一般的には係り結びの規範意識の低下と結び付けて理解されることが多いが、「こそ-連用形」など余韻・余情を表すためにあえて用いられたものもある。室町時代ころには係り結びは衰退した。
係りがない（係助詞の省略）のに結びが連体形となる用例が、平安時代末から鎌倉時代にかけて増加した。室町時代以降に用言の終止形と連体形の区別が一部を除きなくなった原因の1つは、ここにあるといわれる。
「こそ-已然形」の係り結びは室町時代まで残り、現在でも一部の方言には残る。「身を捨ててこそ浮かぶ瀬もあれ」のように、ことわざ等に残ったものを耳にする機会も多い。「ぞ」は係り結びは残っていないものの、現代でも「これぞ」「さぞ」のように形式化して用いる。
琉球方言には「どぅ-連体形」の係り結びが残るほか、特有の形式として「が-未然形」がある。